# Тойвонен, Армас
Армас Адам Тойвонен (фин. Armas Adam Toivonen; 20 января 1899 — 12 сентября 1973) — финский легкоатлет, призёр Олимпийских игр, чемпион Европы.
Армас Тойвонен родился в 1899 году в Халикко (ныне — территория города Сало), Великое княжество Финляндское. В 1932 году на Олимпийских играх в Лос-Анджелесе он завоевал бронзовую медаль марафоне. В 1934 года Армас Тойвонен стал чемпионом Европы.